# ダンテ・ジアコーサ
ダンテ・ジアコーサ（Dante Giacosa、1905年1月3日 - 1996年3月31日）はイタリアの自動車技術者・カーデザイナーである。長年フィアットの技術部長を務め、500ccの超小型車からスポーツカーまで、駆動方式もFRと並行して小型車にはRR、そして最終的には横置きエンジンのFF (FWD) を用い、多くのエポックメイキングなモデルを開発した。特に彼が1964年に登場させたアウトビアンキ・プリムラで用いた、エンジンとトランスミッションを横一列に配置するFFレイアウトはその後の小型乗用車のグローバルスタンダードに近いものとなり、「ジアコーサ方式」と通称されている。また、カーデザイナーとしても優れたセンスを持ち、フィアット・500などはジアコーサ自身のデザインである。
日本では『ジアコーサ』の表記が一般的だが、『ジャコーサ』がより原音に近い。

## 来歴・人物
ローマに生まれ、1927年にトリノ工科大学を卒業し、兵役を卒えた翌1928年にフィアットに入社した。当初は軍用車の設計部門に配属され、次いで航空機エンジンを担当したが、1933年に初代フィアット・500（トポリーノ）（1936年発売）の開発が開始される際、これを担当することになった航空エンジン部門トップのアントニオ・フェッシアにその天分を見抜かれ、機械部分の大半の設計を委ねられた。
トポリーノの成功で1937年には技術部門のマネジャーに、1950年にはディレクターとなり、以後、1975年に引退するまで、フィアット車の設計を統括した。晩年はトリノ工科大学の講師を務め、1979年には著書「Forty Years of Design at Fiat」を出版した。1991年にチンクェチェントの発表会では新型車のヴェールを外す役を務めるなど、晩年までフィアット社の顧問として、同社と良好な関係を維持した。
ゴヤやピカソの絵画をこよなく愛する芸術家肌のエンジニアで、CADや風洞による設計を嫌い、自らのインスピレーションとセンスを頼りにエンジン・シャシー・ボディスタイルまで白紙から構想を起こすことを好んだ。

## 主な作品

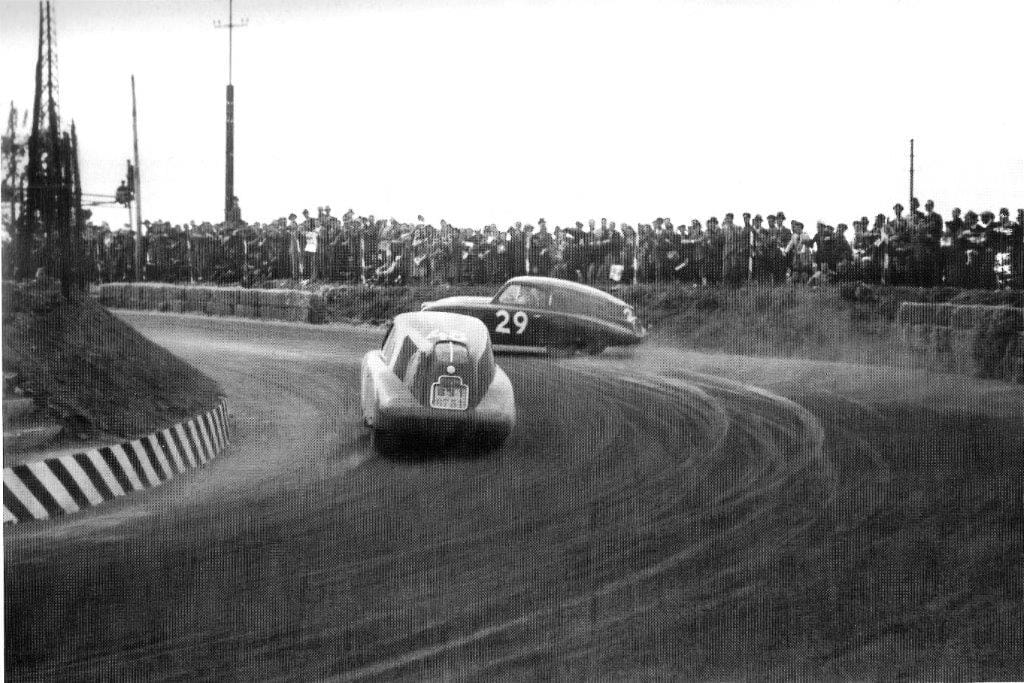
ミッレミリア1940での2台のフィアット・508 C MM

初代フィアット・500（トポリーノ） 1936年
僅か569 ccのエンジン排気量を持つ2人乗り小型車で、イタリアの乗用車普及に大きな役割を果たした。車体こそまだモノコック構造ではなく独立したフレームを持っていたが、流線形の全鋼製ボディ・油圧ブレーキ・前輪独立懸架・水冷直列4気筒エンジンなど、当時は上級車でも珍しかった高度な機構を採用、エンジンを前車軸前方にオーバーハングさせ、重量配分を前方に寄せて操縦安定性に配慮すると共に、乗員に十分なフットスペースを確保した。1947年にマイナーチェンジを受けてフロント部分がモダナイズされ、1954年まで生産されたが、これはジアコーサ自身のデザインで、以後、彼はフィアット車のスタイリングについても統括する立場となった。
フィアット・508C 1937年
1960年代末まで続く1100 ccエンジンの大衆車「1100（ミッレチェント）」の原型。操縦安定性と乗り心地に優れ、ジアコーサはこれをベースにレーシングカーの「508 C MM」（508 C – Mille Miglia）を設計、同車は1938年のミッレミリア（Mille Miglia 1938）でクラス優勝した。
チシタリア・D46 1946年
イタリア敗戦直後の1944年、イタリア人実業家・Piero Dusioに依頼されて設計をスタートした、508Cの後進であるフィアット・1100ベースのレーシングカー。鋼管スペースフレームに軽合金ボディを持ち、60馬力の最高出力で175 km/hの最高速度を発揮した。
フィアット・1400 1950年
フィアット初の完全な戦後型で、フェンダーが完全に車体と一体化されたボディはジアコーサ自身の設計で、6人がゆったりと乗れ、120 km/hでの巡航が可能で、燃費はリッター10 kmという設計目標を達成した。
フィアット・1100（ヌオーヴァ・ミッレチェント） 1953年
1100の戦後型で、技術的には新奇な特徴はなかったが、軽快な走りと耐久性が評価され、改良されながら1969年まで生産される長寿モデルとなった。
フィアット・600 1955年
トポリーノの後継車として、小さな車体でフル4シーターを実現させるためにRR方式が採用された。モノコックボディと四輪独立サスペンションも採用され、僅か633 ccの排気量ながら車体は585 kgと軽量で、80 km/hでの高速巡航とリッター16 - 20 kmの省燃費を達成した。また、後輪には当時のRR車の主流であった、急激な荷重移動に伴うジャッキアップ現象に起因する転倒の危険性が高いスイングアクスル式サスペンションを避け、セミトレーリングアーム式サスペンションが採用されていたことも、ジアコーサらしい先進的な設計であった。1963年には大型版のフィアット・850も登場した。
フィアット・ムルティプラ 1956年
600の派生車種である3列シート6人乗り4ドア多用途車。リアエンジン方式でバックドアこそ持たなかったものの、今日のミニバン・MPVの先駆的な存在であった。
二代目フィアット・500（ヌオーヴァ500） 1957年
ジアコーサの意に反し、フィアットはトポリーノの顧客のさらに下、それまでスクーターしか持てなかった層への拡販を狙い、600よりも更に小さなモデルを望んだために生まれた。479 cc（のち499 cc）のミニカー。エンジンは空冷2気筒となり、その振動・騒音を外に逃がすため、キャンバストップが標準採用された。最高速度は110 km/h、燃費もリッター20 kmが可能となり、ミニマム・トランスポートとして1976年まで継続生産され、イタリアはじめ世界に熱烈なファンを生んだ。
アウトビアンキ・プリムラ 1964年
1959年のMiniの登場後、ジアコーサは横置きエンジン・前輪駆動の採用に舵を切り始める。多分に実験的な意味を込め、ジアコーサが最初に設計したFF車はフィアット傘下のアウトビアンキから発売された。1221 ccエンジンは当時のフィアット・1100と共通であったが、世界で初めて実用化された左右不等長のドライブシャフトを用いたジアコーサ式のレイアウト、当時まだ珍しかったハッチバック式のボディなど、その他は全くの新設計であった。ステアリングギアボックスにはフィアットとしては初めてラック＆ピニオンを採用したが、これもライバルのアレック・イシゴニスが既に採用していた機構であった。同じレイアウトはフィアット車に採用される前に再度、1967年発表のシムカ・1100で試され、前輪にはディスクブレーキが採用された。
フィアット・124 1966年
一見何の変哲もない4ドアセダンであったが、四輪ディスクブレーキや固定軸ながらコイルスプリングのリアサスペンションが採用され、軽量設計で動力性能や経済性にも優れていた。1970年以降はソビエト連邦のVAZ自動車工場でВАЗ-2101として生産され、イタリア・ロシアなど世界各国での累計生産台数は1,400万台を越えている。
フィアット・128 1969年
長く生産された1100に代わって登場した128には、ようやくジアコーサ方式の前輪駆動が採用されたが、セダンの車体は2/4ドアのノッチバック型であった。前輪サスペンションにはマクファーソン・ストラット方式が彼の作品では初めて採用された。
フィアット・127 1971年
フィアット・850の後継車として登場し、128同様の前輪駆動方式を採用した。ジアコーサが直接設計に関与した最後のフィアット車と言われ、1972年のヨーロッパ・カー・オブ・ザ・イヤーを獲得した。

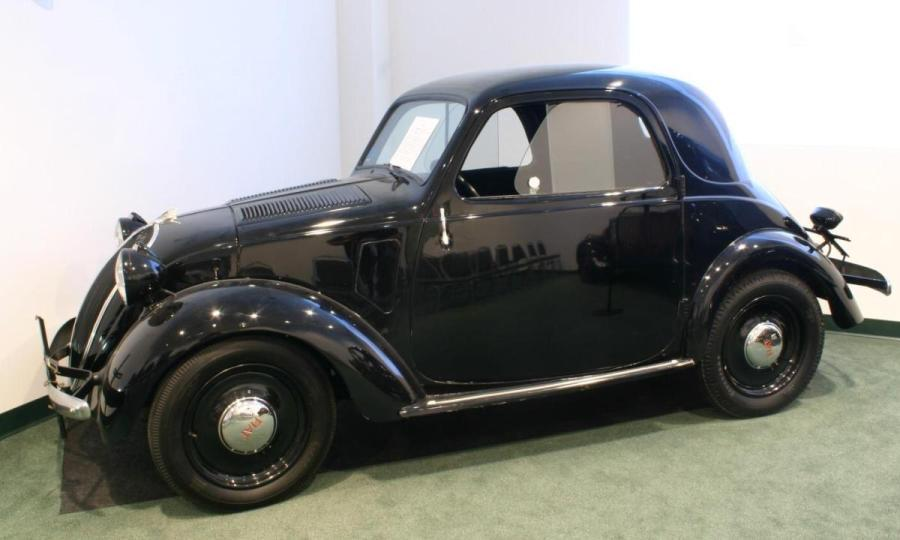
トポリーノ初期型
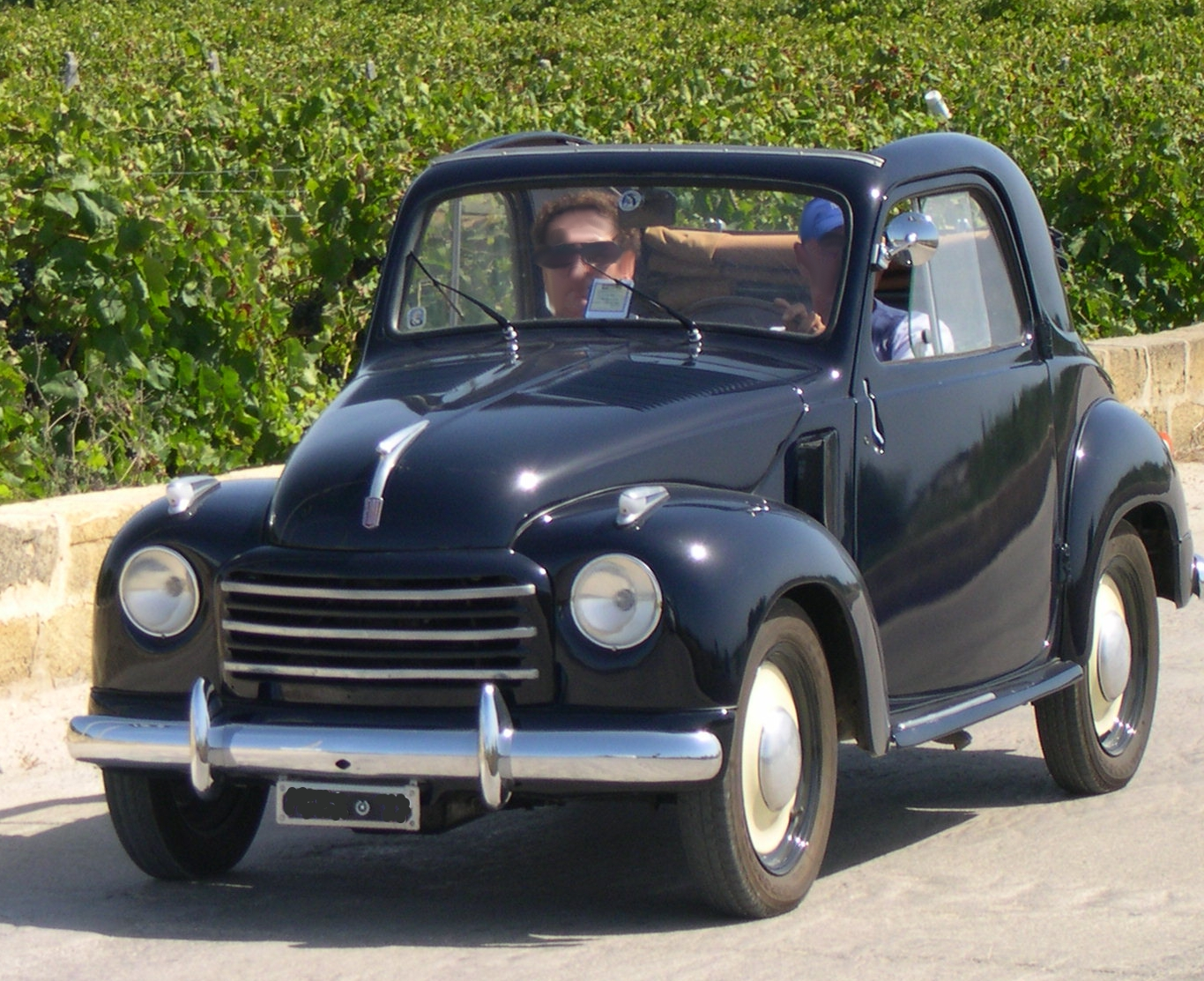
トポリーノ後期型
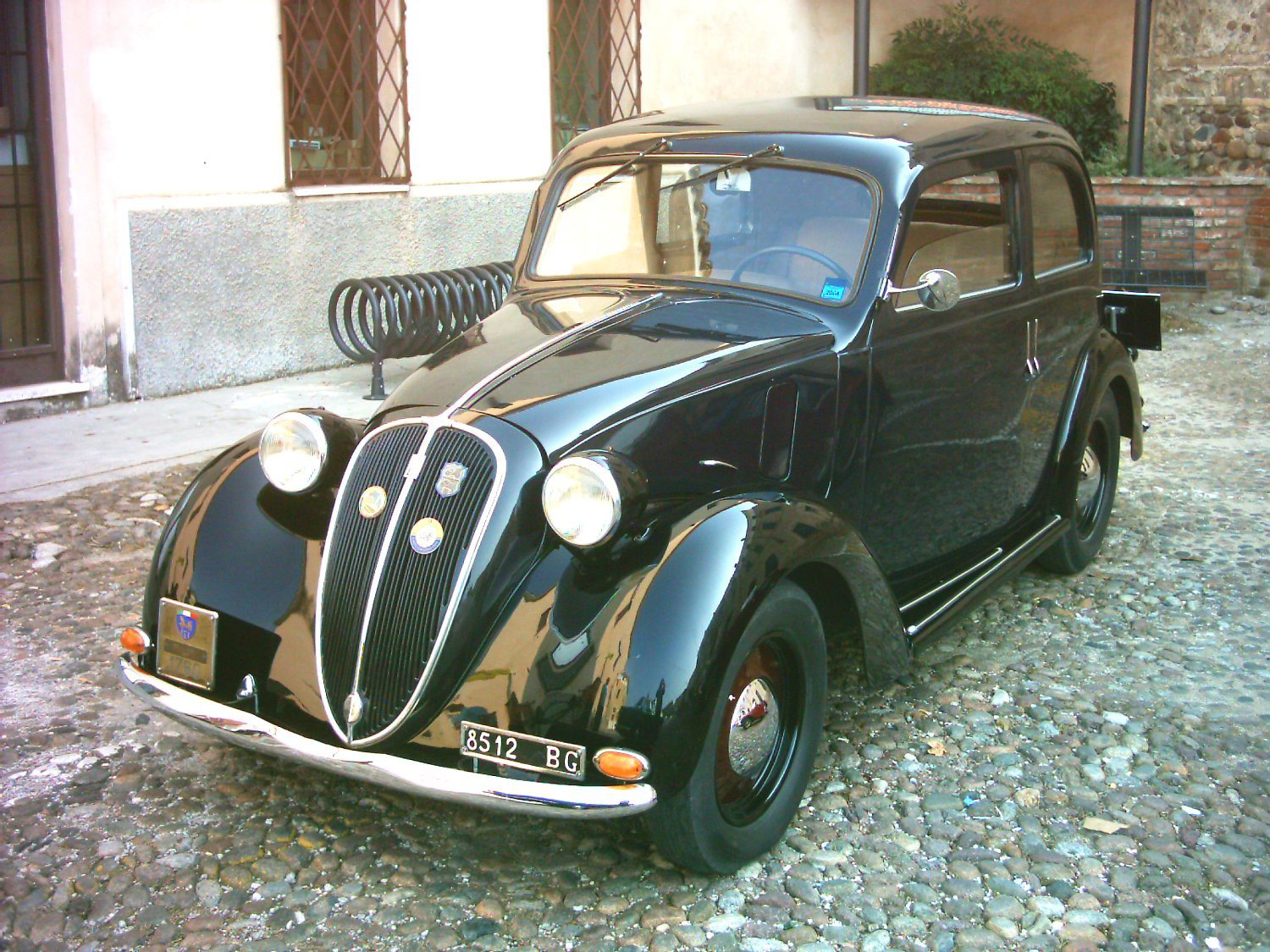
フィアット・508C
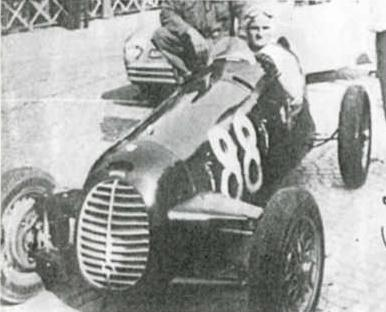
チシタリア・D46
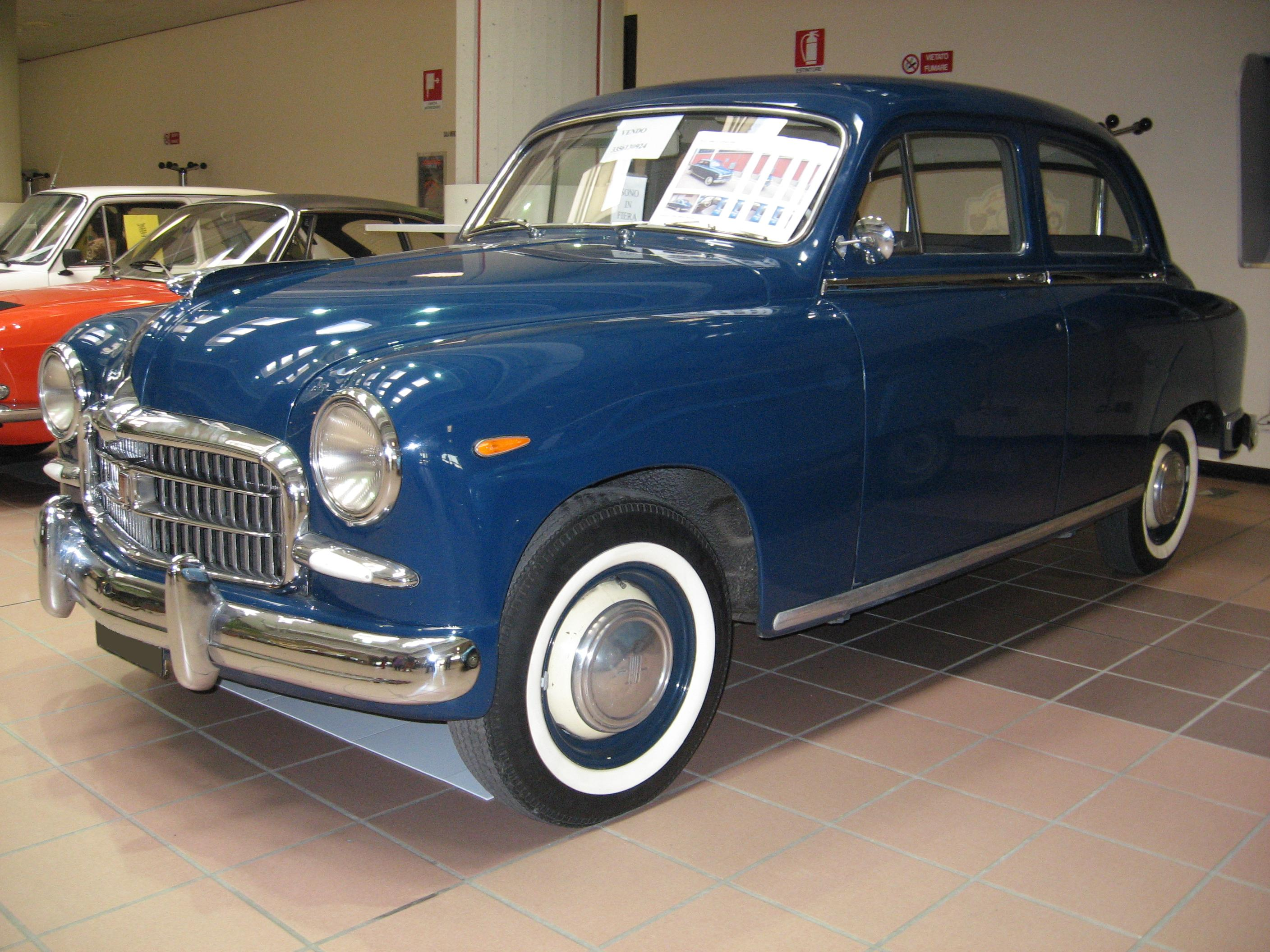
フィアット・1400
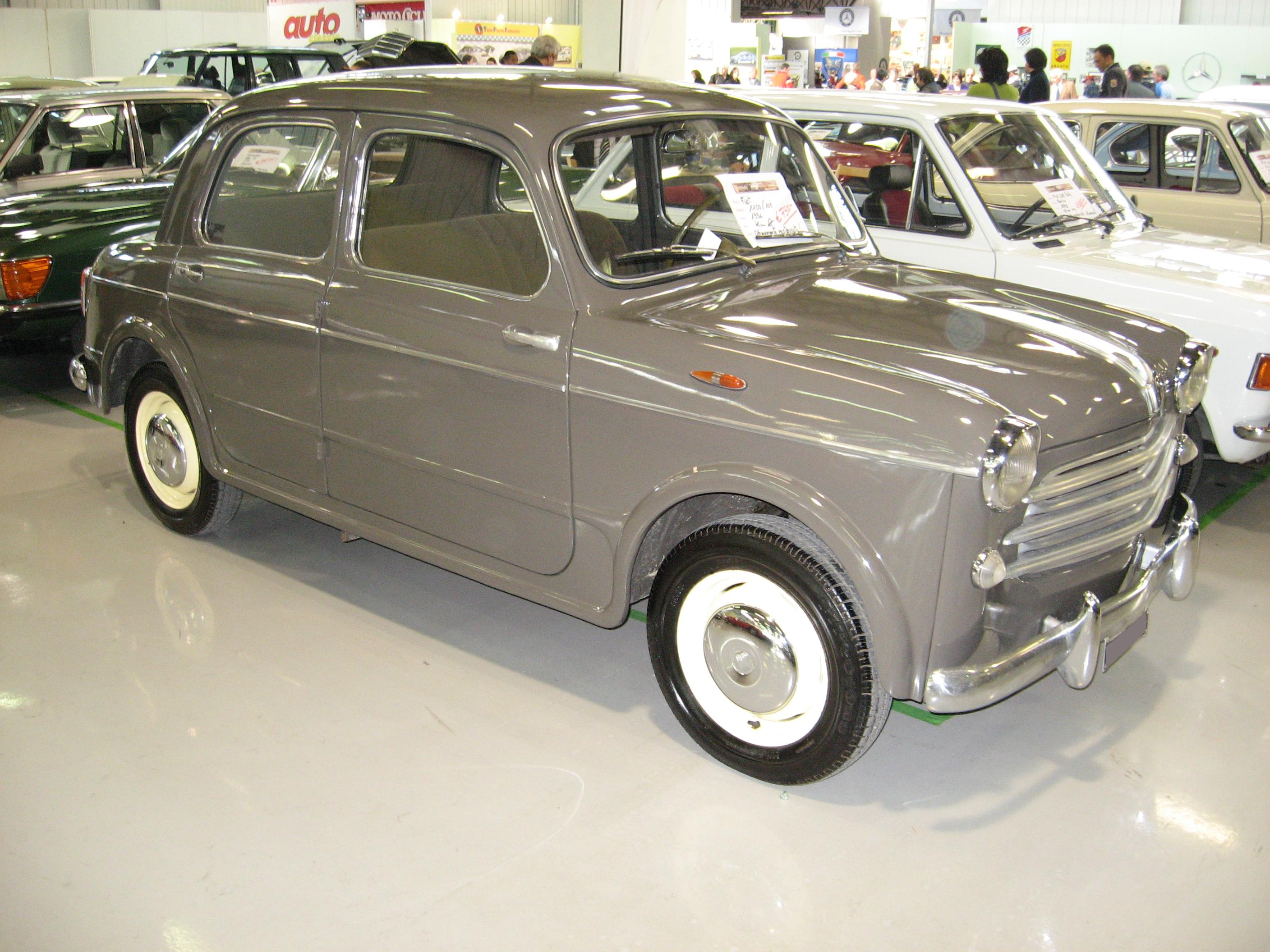
フィアット・1100
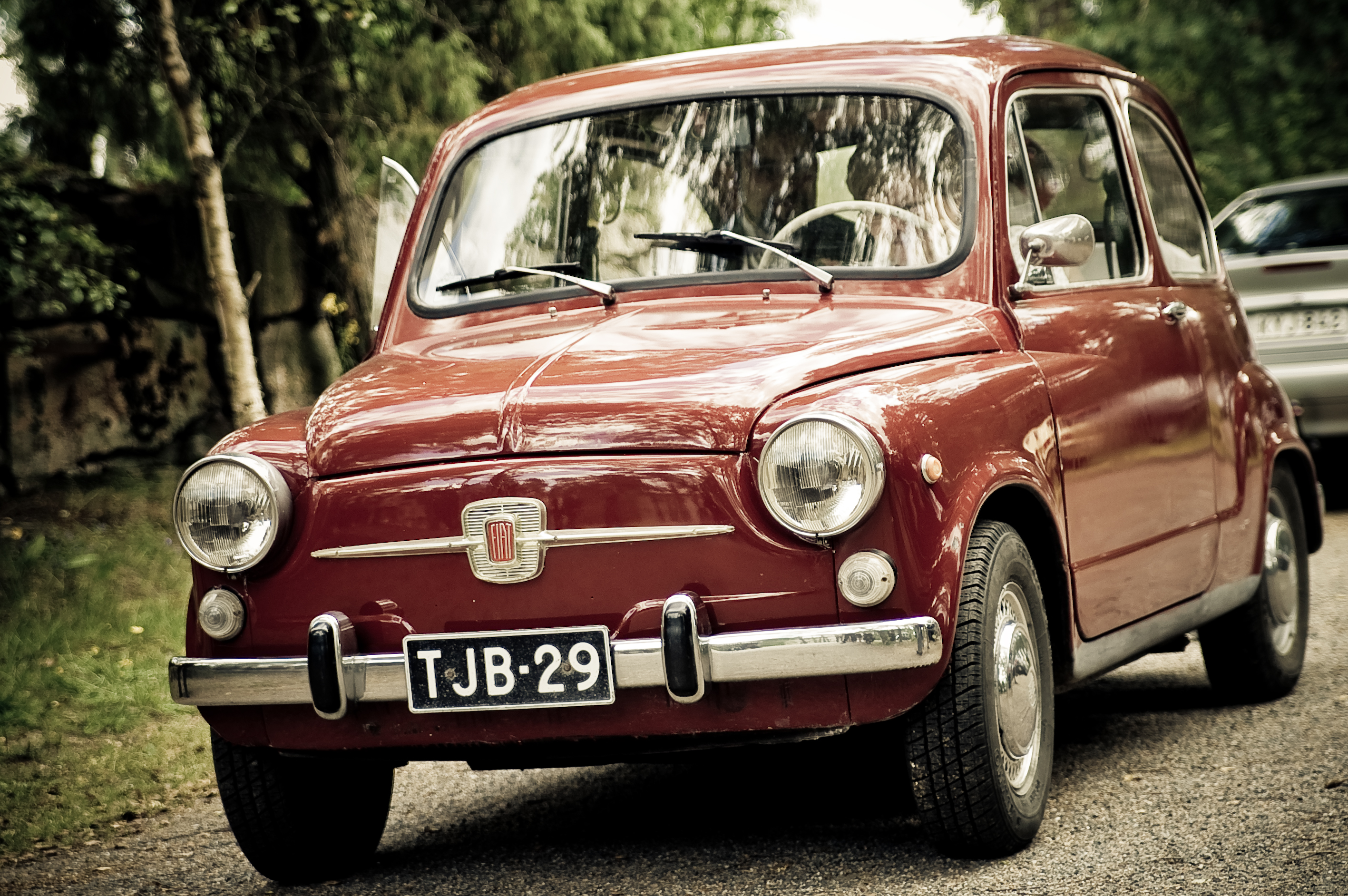
フィアット・600D
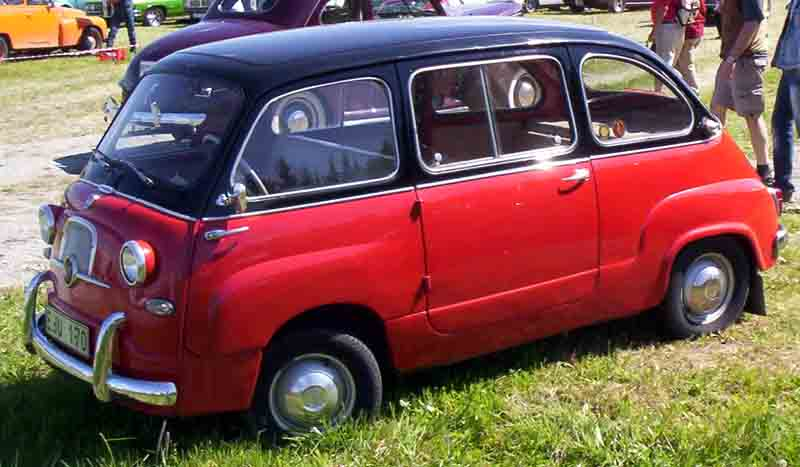
フィアット・ムルティプラ
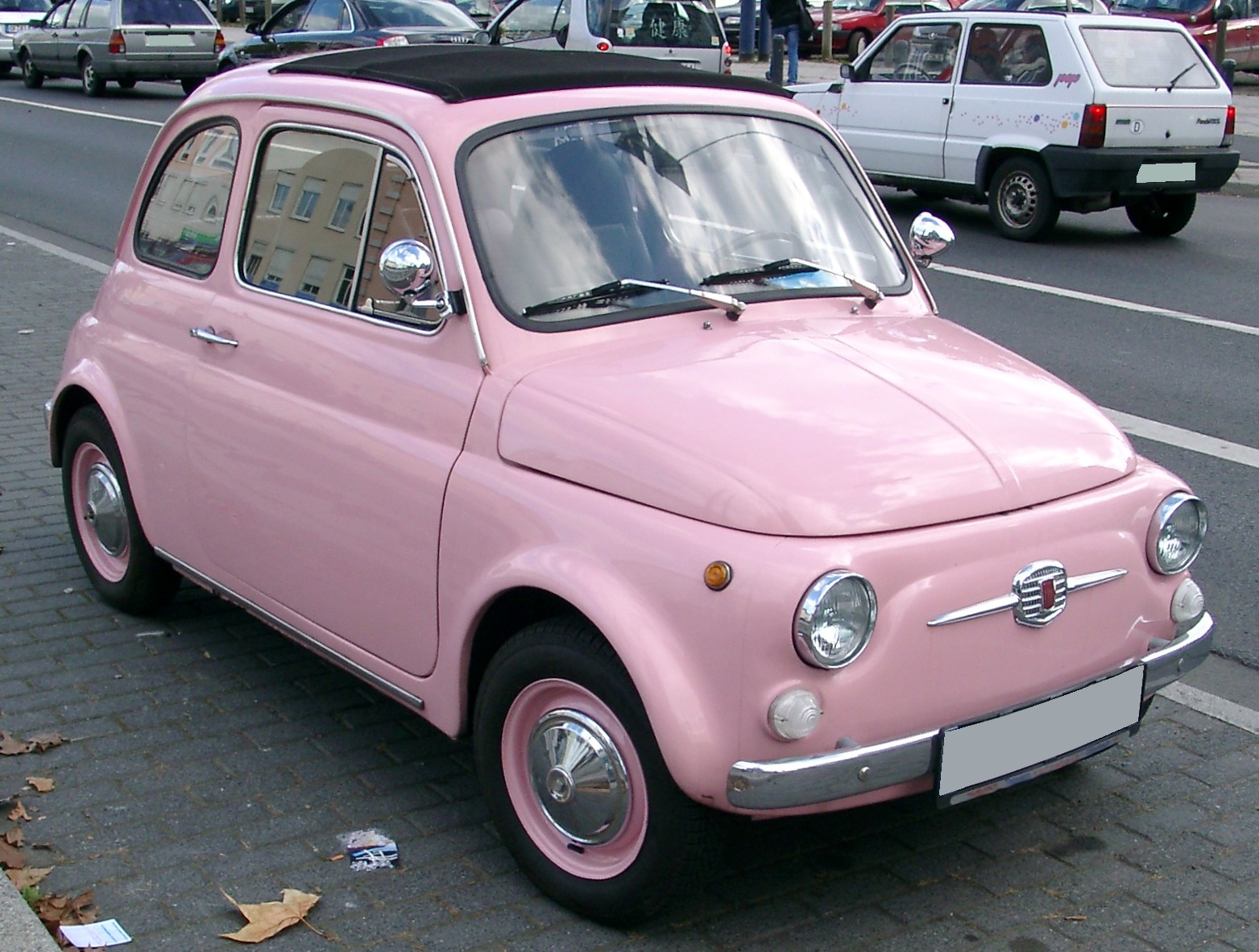
フィアット・500(二代目)
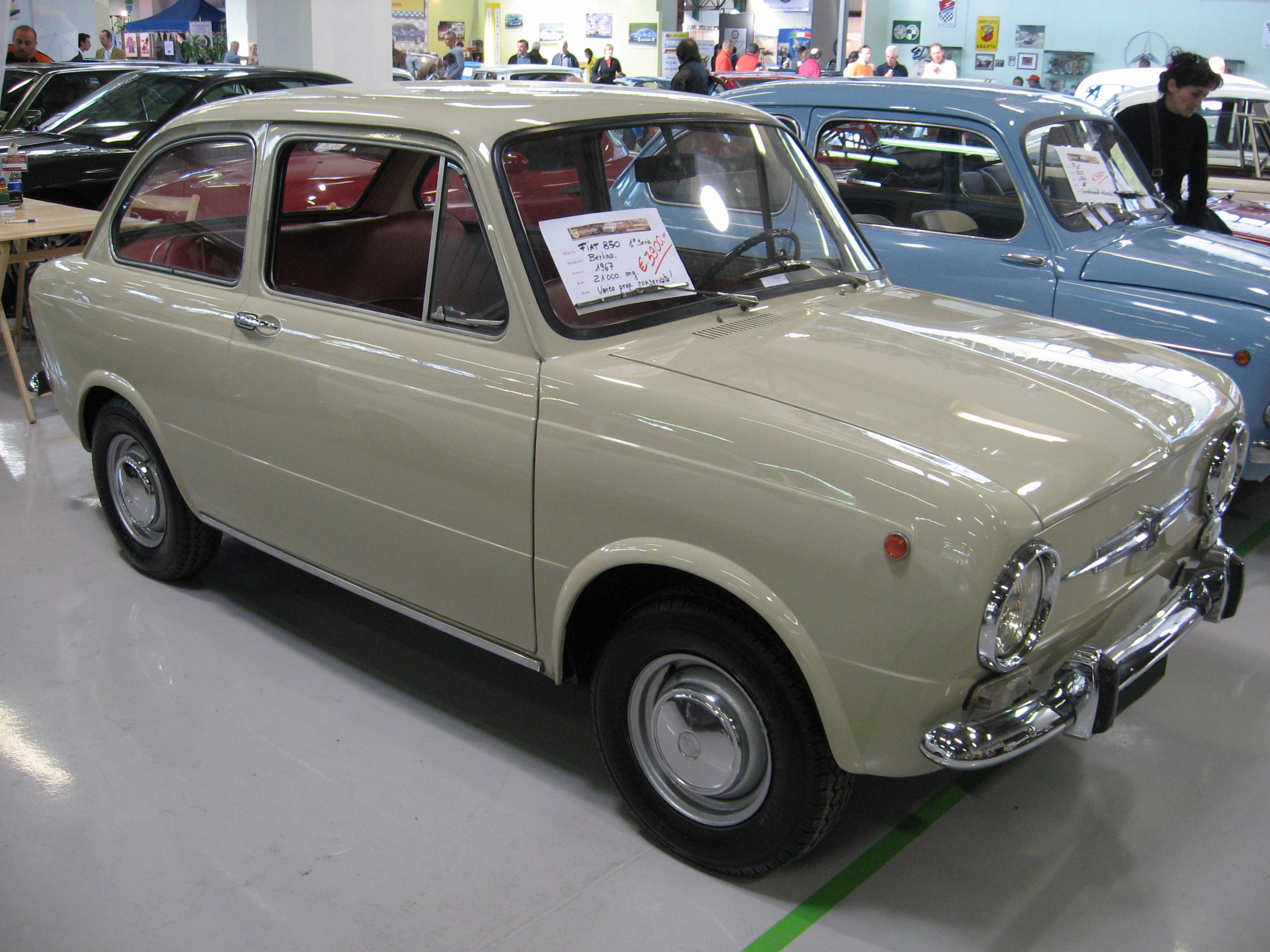
フィアット・850
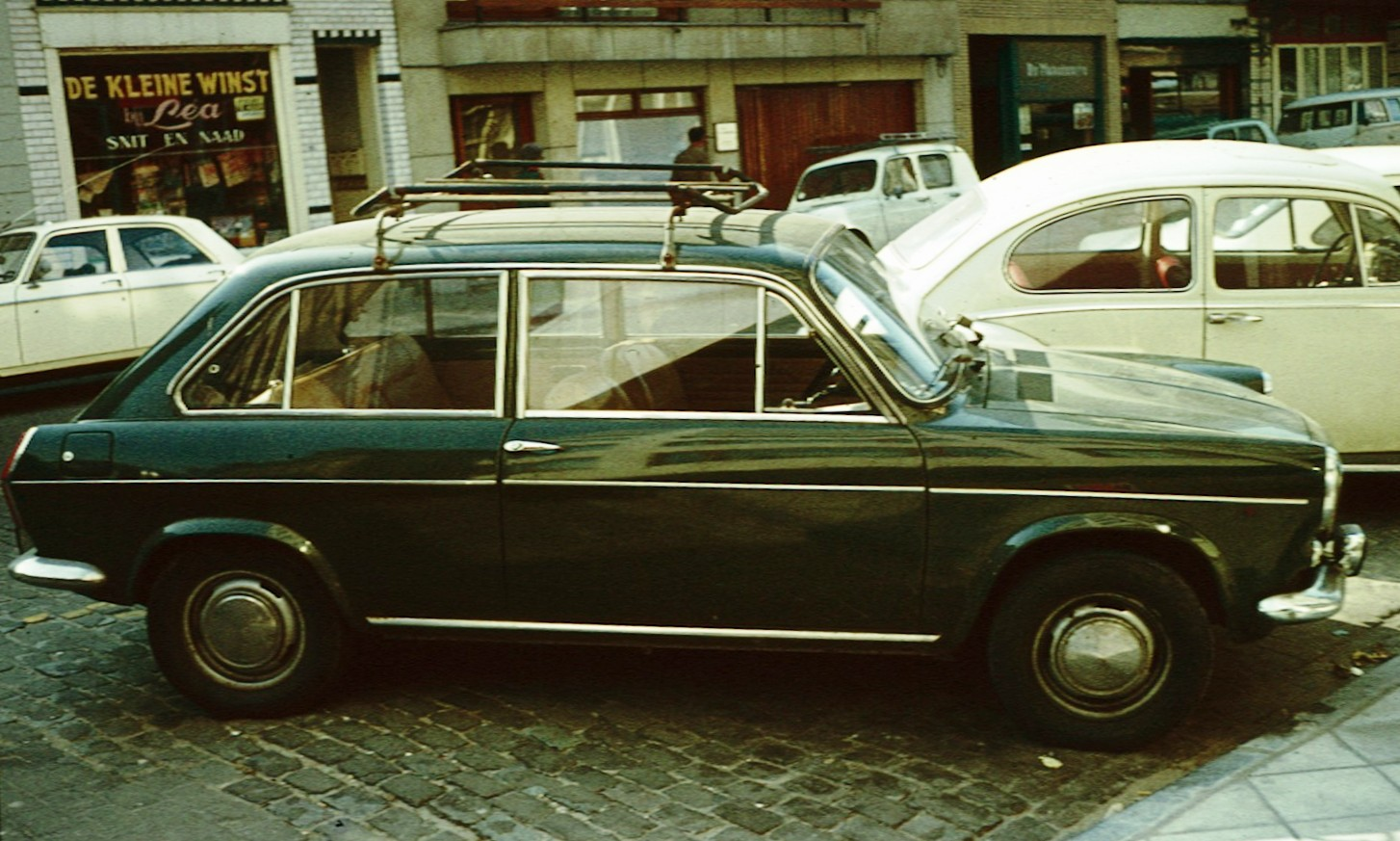
アウトビアンキ・プリムラ
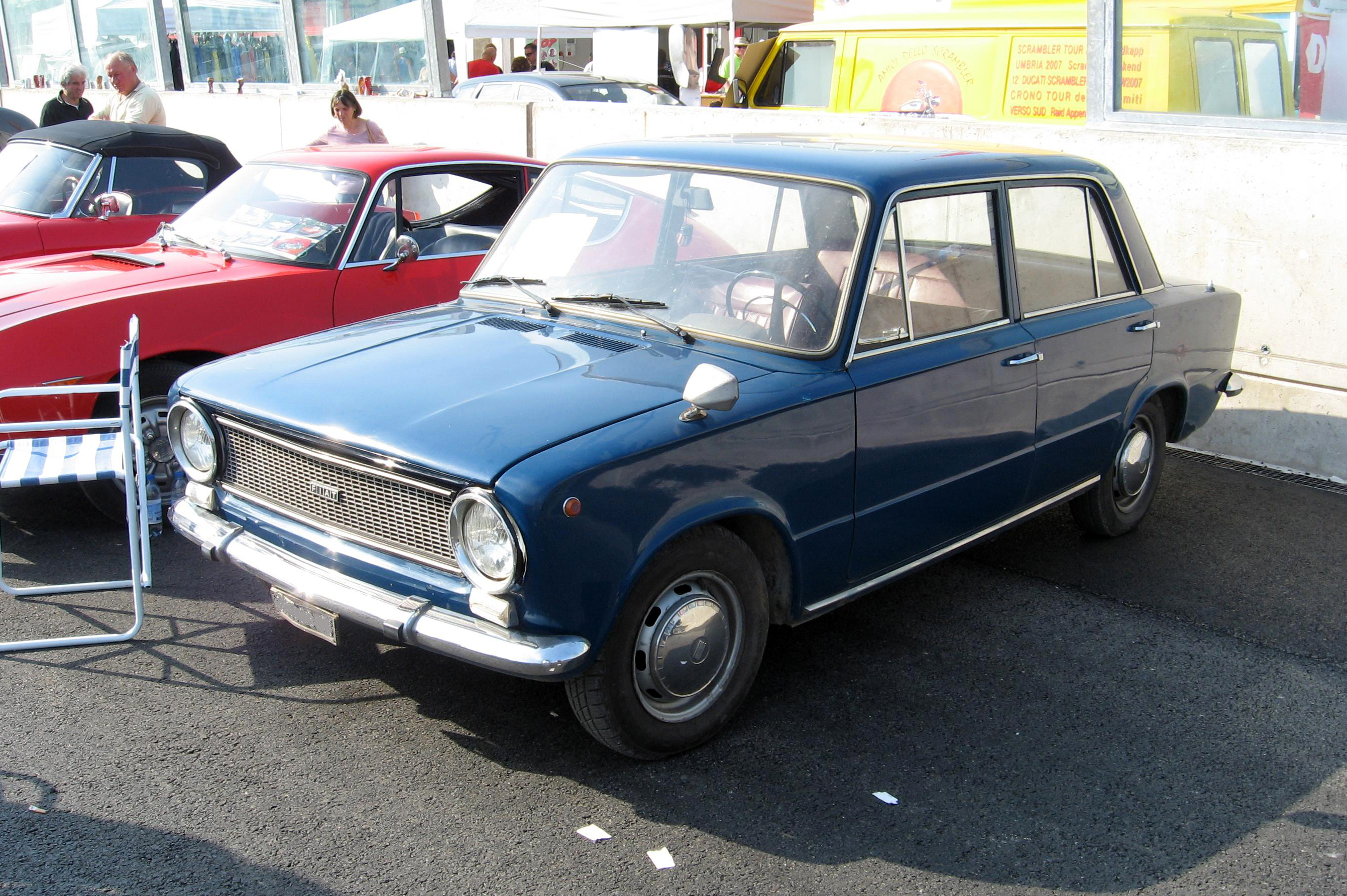
フィアット・124
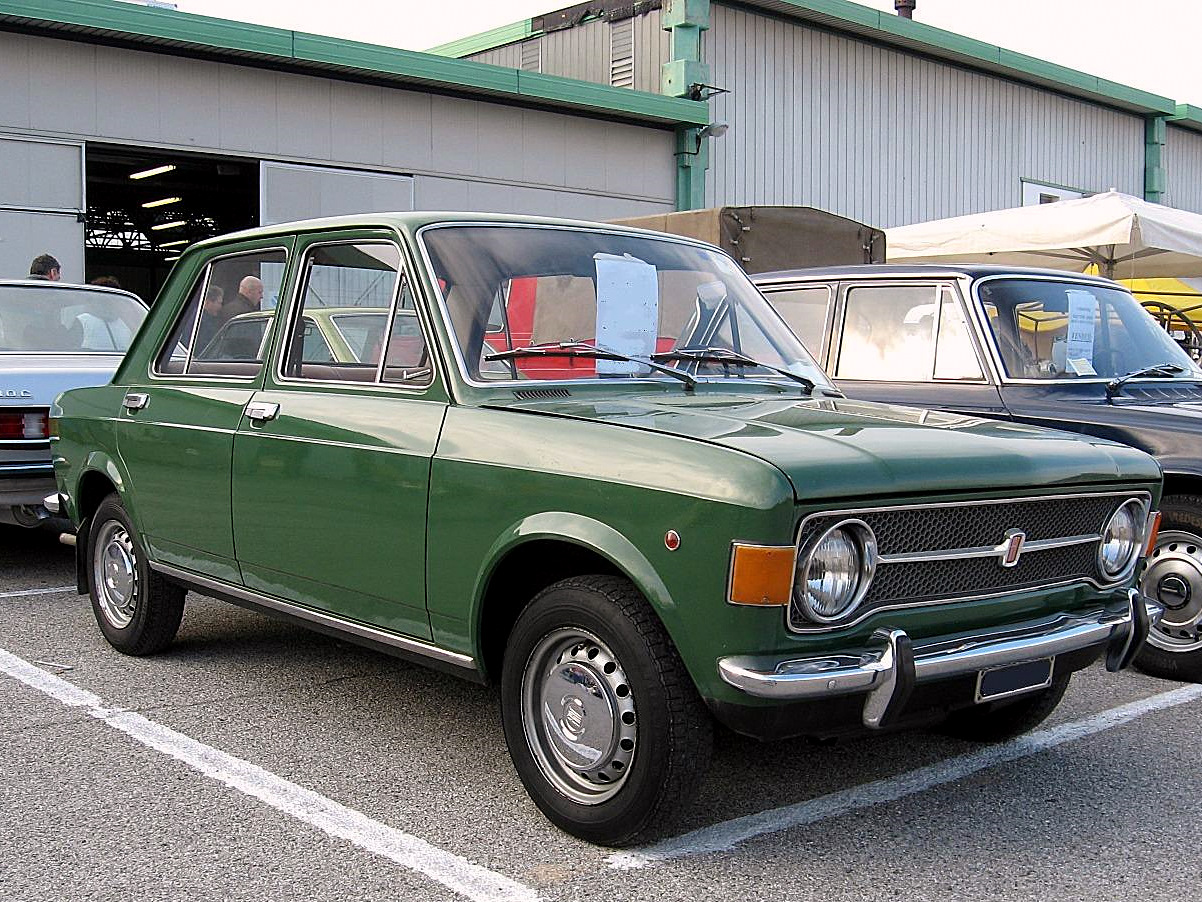
フィアット・128
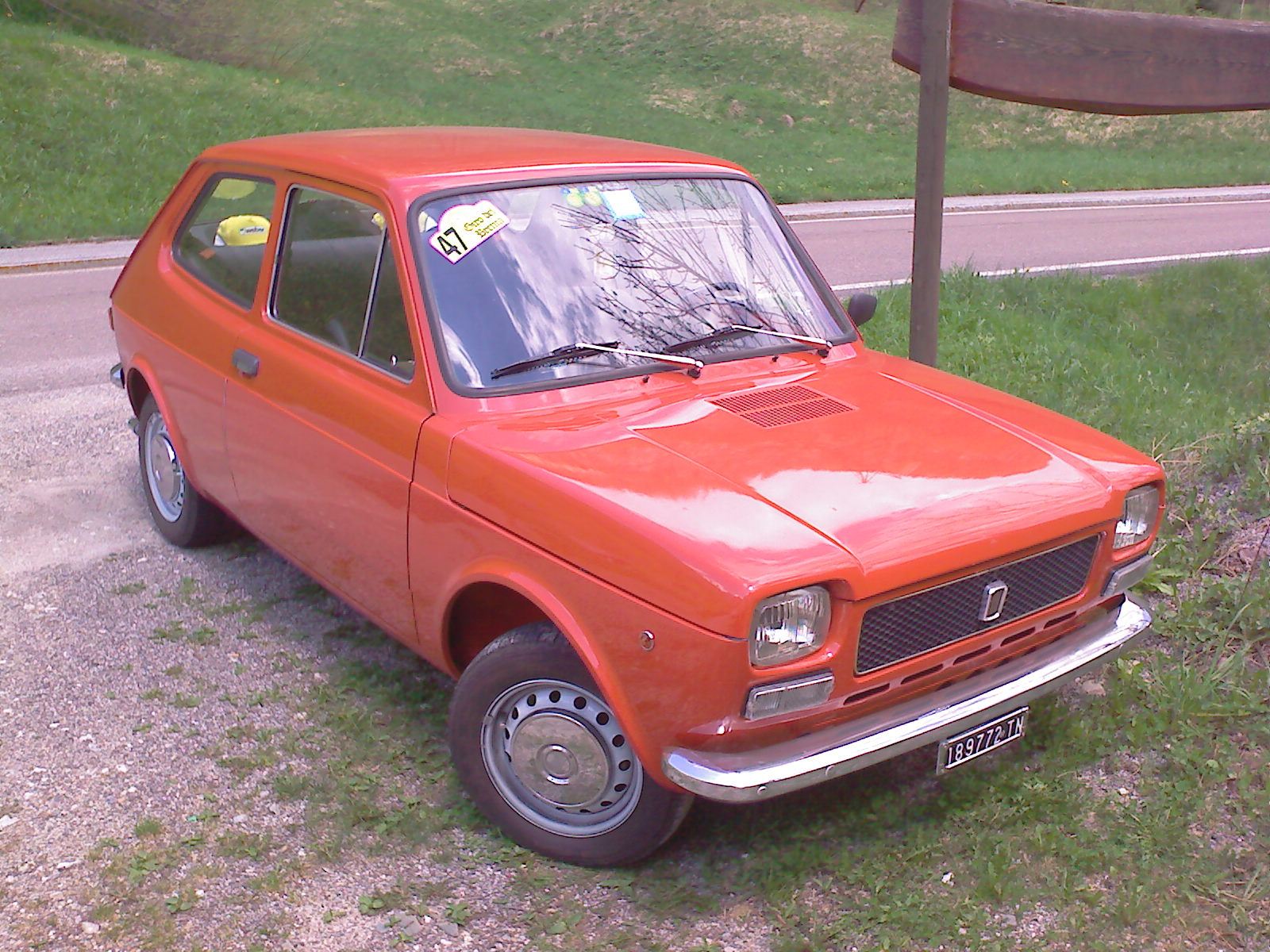
フィアット・127